# Wuyi-Tee

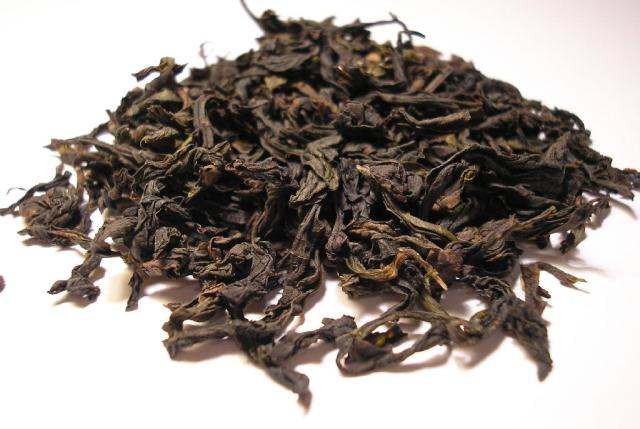
Wuyi-Tee

Wuyi-Tee (chinesisch 武夷茶, Pinyin wǔ yí chá), früher unter dem englischen Handelsnamen „Bohea“ bekannt, wird im Wuyi-Gebirge im Norden Fujians, China, angebaut. Zu den berühmten Teesorten der Region zählen die unter dem Namen „Vier Große Büsche“ bekannten Tees, die als die ersten Varietäten des Teebuschs gelten, aus denen Oolong-Tee hergestellt wurde. Auch Lapsang Souchong, ein schwarzer Tee stammt aus dieser Region. Die Wuyi-Region ist historisch und bis in die heutige Zeit ein Zentrum der Tee-Herstellung in der Provinz Fujian. Hier wurden die Techniken der teilweisen (Oolong-Tee) und vollständigen Oxidation (schwarzer Tee) der Teeblätter entwickelt, die den Tee für Transport und Handel haltbar machte.
Oolong-Tees aus Wuyi werden auch „Felsen- oder Steintees“ (岩茶,  yán chá) genannt, da die Teebüsche auf dem felsigem, mineralreichem Boden der Berghänge angebaut werden. Wegen der geringeren Ausbeute der Teepflanzen, die in einem solchen Gelände angepflanzt werden, kann der daraus resultierende Tee sehr teuer sein. Tee, der aus den Blättern älterer Sträucher stammt, ist besonders selten und teuer. Da Hong Pao, der von den ursprünglichsten Büschen seiner Art gesammelt worden sein soll, gehört zu den teuersten Tees der Welt. Tee in Handelsqualität, der in niedrigeren Lagen angepflanzt wird, stellt die Mehrheit der auf dem Markt erhältlichen Wuyi-Tees dar. Seit den 1980er Jahren wurden die Ursprungspflanzen durch Stecklinge vermehrt und in Pflanzungen angebaut, so dass größere Mengen in den Handel gelangen konnten.

## Geschichte
Zur Zeit der Song-Dynastie (960–1279) war die Nordpark-Beiyuan-Teeplantage des Bezirks Jian’an in Fujian der wichtigste Tee-Lieferant für den Kaiserhof. Gegründet im 10. Jahrhundert als privates Anwesen im damals zum Min-Reich gehörigen Land, wurde sie zur Zeit der Tang-Dynastie (618–907) verstaatlicht und blieb so unter den Song. Tee wurde in Form gepresster Kuchen als sogenannter „Wachs-Tee“ (Lacha) an die Kaiser der nachfolgenden Yuan-Dynastie (1279–1368) geliefert. Als der Kaiser Hongwu, Gründer der Ming-Dynastie, jedoch im Jahre 1391 verkündete, dass der aufwendige und arbeitsintensive Prozess, um Wachs-Tee herzustellen, „die Volksstärke überfordere“ und anordnete, dass der kaiserliche Tribut-Tee in Form von losen Blättern statt aus Kuchen sein solle, brach die Tee-Herstellung des nördlichen Parks zusammen. Das Zentrum der Teeindustrie in Fujian verschob sich anschließend nach Westen in die Wuyi-Region. Im 16. Jahrhundert begannen Landwirte in Wuyi auf den Bergen Tee und Indigo anzubauen; oft auf Ländereien, die buddhistischen oder daoistischen Klöstern gehörten. Die Bauern gruben dazu Terrassen in die Abhänge und bauten ein System von Dämmen und Abflüssen.
Während der Ming-Dynastie entwickelten Mönche des Songluo-Berges in Anhui eine neue Technik, um den Oxidationsprozess des Tees aufzuhalten, indem sie die Blätter in einem trockenen Wok rösteten, statt sie wie zuvor zu dämpfen. Grüner Tee im Songluo-Stil wurde populär und die neue Herstellungsmethode verbreitete sich in anderen Regionen. Im 16. Jahrhundert erlernten Teehersteller aus Wuyi diese Technik. Schließlich entdeckten sie, dass sie eine dunklere, duftendere Art von Tee herstellen konnten, wenn sie den Tee vor dem Rösten teilweise oxidieren ließen. So hergestellter Tee wurde als Oolong bekannt.

### Export in den Westen
Europäische Händler begannen während des 17. Jahrhunderts im Kanton Guangzhou Tee zu erwerben. Weil grüner Tee den Großteil ihrer Importe bildete und da die Wuyi-Region zunächst die Hauptquelle für die dunkleren Tees war, wurde der Begriff „Bohea“ (der auf der lokalen Fujianesischen Aussprache von „Wuyi“ beruht) im Englischen ein Sammelbegriff für alle dunklen Teesorten. Die modernen Bezeichnungen „Schwarz“ und „Oolong“ waren noch nicht in Gebrauch. Im Laufe der Zeit wurden zwischen den verschiedenen dunklen Tees unterschieden. Lapsang Souchong, ein Wuyi-Tee und möglicherweise der erste schwarze Tee, wurde separat als „Souchong“ für einen höheren Preis gehandelt. Der schwarze Tee, der die höchste Qualität hatte, erhielt den Namen „Pekoe“ (nach dem chinesischen Begriff Bai Hao, bezogen auf die flaumigen weißen Haare auf den jungen Blättern). Der Begriff „Bohea“ wurde zum Begriff für Schwarzen Tee von geringer Qualität.
Im 18. Jahrhundert verlagerten sich die westlichen Konsumvorlieben vom grünen hin zu schwarzem Tee. Der Preis des schwarzen Tees fiel in diesem Zeitraum deutlich, was ihn für eine größere Anzahl Verbraucher günstiger machte. Der Bohea-Tee wurde in Europa in größeren Mengen als jeder andere Tee konsumiert. Als die Ostender Kompanie anfing, gegen die Niederländische Ostindien-Kompanie und die Britische Ostindien-Kompanie zu konkurrieren, indem sie billigen Bohea-Tee importierte, reagierte die Niederländische Ostindien-Kompanie in der Weise, dass sie ihren Handel vom grünen Tee zu größeren Mengen schwarzen Tees umstellte, meistens Bohea. Da der Bohea von der Niederländischen Ostindien-Kompanie billiger war als die Tee-Angebote der Britischen Ostindien-Kompanie, schmuggelten Verbraucher der amerikanischen Kolonien Großbritanniens niederländischen Bohea in großen Mengen illegal ins Land. Der britische Tea Act vom Mai 1773 wurde in der Absicht erlassen, der maroden Britischen Ostindien-Kompanie zu helfen, den Absatz ihres Tee in den nordamerikanischen Kolonien zu steigern. Der Protest gegen das britische Handelsmonopol und die Teesteuer führte im November 1773 zur Boston Tea Party; der Konflikt um den Teehandel gehörte somit zu den Auslösern des amerikanischen Unabhängigkeitskriegs.
Im Jahr 1848 ging der schottische Botaniker Robert Fortune im Namen der Britischen Ostindien-Kompanie nach China, um Teepflanzen zu ersteigern. Dies war Teil ihrer ständigen Bemühungen, eine Tee-Industrie im kolonialen Indien zu etablieren. Zu der Zeit war es für Ausländer illegal, ins Inland Chinas zu reisen, entfernt von den fünf Vertragshäfen, die durch den Vertrag von Nanking gekennzeichnet waren. Fortune ging deshalb in der Verkleidung eines chinesischen Beamten dorthin und besuchte Tee-Regionen in ganz China. Er schmuggelte einige Tee-Pflanzen aus dem Wuyi-Gebirge heraus und lernte von den dortigen Mönchen den gesamten Prozess des Anpflanzens, Erntens und der Verarbeitung der Blätter, um selbst Tee herzustellen. Fortune stellte auch einige chinesische Arbeiter ein, die ihm bei der Tee-Produktion des Darjeeling Tees in Darjeeling halfen.

## Eigenschaften
Wuyi-Tees sind in der Regel dunkel, umfassen den Bereich zwischen schwarzen und dunkleren Oolong-Tees und werden typischerweise in dünne Streifen verdreht, anstatt in eine Kugelform eingerollt, wie Oolong-Tees aus Anxi oder Taiwan. Sie werden stark geröstet, so wie es mit den meisten Oolong-Tees in der Geschichte gemacht wurde, und haben einen charakteristischen rauchigen Geschmack, mit einer Note von Steinobst.

## Bemerkenswerte Sorten
- „Vier Große Büsche“ (Oolong):
  - Da Hong Pao (Große rote Robe)
  - Tie Luo Han (Eisen-Arhat)[2]
  - Bai Ji Guan (Weißer Hahnenkamm)[2]
  - Shui Jin Gui (Goldene Wasserschildkröte)[2]
- Lapsang Souchong (Schwarztee)

## Zitierte Arbeiten
- Benn, James A., Tea in China: A Religious and Cultural History, Hongkong University Press, 2015. ISBN 978-988-8208-73-9.
- Berg, Maxine, ed., Goods from the East, 1600–1800: Trading Eurasia, Palgrave Macmillan, 2015. ISBN 978-1-137-40394-0.
- Bunker, Nick, An Empire on the Edge: How Britain Came to Fight America, Knopf Doubleday Publishing Group, 2014. ISBN 978-0-385-35164-5.
- Carp, Benjamin L., Defiance of the Patriots: The Boston Tea Party and the Making of America, Yale University Press, 2010. ISBN 978-0-300-16845-7.
- Dolin, Eric Jay,  When America First Met China: An Exotic History of Tea, Drugs, and Money in the Age of Sail, W. W. Norton & Company, 2013. ISBN 978-0-87140-689-7.
- Ellis, Markman; Coulton, Richard; Mauger, Matthew, Empire of Tea: The Asian Leaf that Conquered the World, Reaktion Books, 2015. ISBN 978-1-78023-464-9.
- Harney, Michael, The Harney & Sons Guide to Tea, Penguin, 2008. ISBN 1-4406-4203-6.
- Heiss, Mary Lou; Heiss, Robert J., The Tea Enthusiast's Handbook: A Guide to the World's Best Teas, Potter/TenSpeed/Harmony, 2012. ISBN 1-60774-378-7.
- Hohenegger, Beatrice, Liquid Jade: The Story of Tea from East to West, St. Martin's Press, 2014. ISBN 978-1-4668-6854-0.
- Mair, Victor H.; Hoh, Erling, The True History of Tea, Thames & Hudson, 2009. ISBN 978-0-500-25146-1.
- Rose, Sarah, For All the Tea in China: How England Stole the World's Favorite Drink and Changed History, Penguin,  2010. ISBN 978-1-101-19001-2.